# Барилко, Владимир Владимирович
Влади́мир Влади́мирович Бари́лко (укр. Володимир Володимирович Барілко; 29 января 1994, Харьков) — украинский футболист, нападающий. Младший брат футболиста Сергея Барилко.

## Клубная карьера
Воспитанник харьковского «Металлиста». После выпуска был зачислен в молодёжный состав харьковчан. В 2014 году привлекался к матчам молодёжной сборной Украины.
В Премьер-лиге дебютировал 1 марта 2015 года в гостевом матче против киевского «Динамо». В этой игре помимо Барилко футболки первой команды «Металлиста» впервые надели также Богдан Бойчук, Алексей Ковтун, Максим Аверьянов, Егор Чегурко, Сергей Сизый и Дмитрий Антонов. Такой «групповой дебют» игроков харьковской молодёжки стал возможен благодаря бойкоту лидерами «Металлиста» старта весенней части чемпионата Украины из-за невыполнения клубом контрактных обязательств перед ними.
В январе 2016 года официально перешёл в «Черноморец» на правах аренды до конца сезона 2015/16, но после вылета «Металлиста» из Премьер-лиги подписал полноценный контракт с «моряками».
В середине декабря 2017 года стало известно, что Владимир Барилко завершил карьеру из-за травмы.

## Международная карьера
В мае 2014 года сыграл 2 официальные встречи и забил 1 гол за молодёжную сборную (до 21). В июне 2015 года был вызван наставником украинской «молодёжки» Сергеем Ковальцом для участия в Мемориале Лобановского. На этом турнире «жёлто-синие» заняли второе место, а Барилко принял участие в обоих матчах.